# The Walker Brothers
The Walker Brothers – amerykański zespół wokalno-instrumentalny.
Grupa powstała w 1964 w Los Angeles. Działała do 1967. Reaktywowała się w latach 1975-78.  Później członkowie zespołu występowali jako soliści. Największe sukcesy odnosił Scott Walker.
Skład (niespokrewnieni ze sobą):
- John Walker, właśc. John Maus,
- Scott Walker, właśc. Noel Scott Engel,
- Gary Walker, właśc. Gary Leeds.

Najpopularniejsze nagrania: „The Sun Ain’t Gonna Shine Anymore”, „Love Her”, „Make It Easy On Yourself”, „No Regrets”, „My Ship Is Coming In”.